# Ерько, Владимир Анатольевич
Влади́мир Анато́льевич Ерько́ (род. 29 сентября 1963, Калининград, СССР) — советский и российский футболист, выступавший на позиции защитника и полузащитника. Сыграл три матча в высшей лиге СССР.

## Биография
Воспитанник юношеской команды «Балтики», первый тренер — Алексей Семёнович Невстроев. В основном составе «Балтики» дебютировал в 17-летнем возрасте в матчах второй лиги. В конце 1981 года перешёл в кировское «Динамо», в том же году стал победителем Спартакиады народов РСФСР в составе сборной Кировской области и победителем всесоюзной Спартакиады школьников в составе сборной РСФСР. В 1982 году выступал в составе кировского «Динамо» в первой лиге, сыграл 14 матчей.
В октябре 1982 года перешёл в московское «Динамо», в оставшихся матчах сезона выступал только за дубль. Дебютный матч в составе бело-голубых сыграл 25 февраля 1983 года в рамках Кубка СССР против «Кубани». В высшей лиге дебютировал 13 мая 1983 года в матче против тбилисских одноклубников. Всего в составе московского клуба сыграл три матча в чемпионате страны и один — в Кубке, все — в 1983 году. За дубль «Динамо» провёл 24 матча в 1982—1984 годах.
Весной 1984 года перешёл в ставропольское «Динамо», в котором провёл два сезона. В 1984 году в его составе стал победителем зонального турнира второй лиги. В дальнейшем выступал за тамбовский «Спартак», липецкий «Металлург», команды Астрахани и «Мангитку». В составе «Волгаря» стал победителем турнира третьей лиги в 1994 году. Завершил профессиональную карьеру в возрасте 34 лет.
В ветеранских соревнованиях выступал за «Металлист» (Домодедово) и московское «Динамо».

## Достижения
- Победитель 3-й зоны Второй лиги: 1984
- Победитель 2-й зоны Третьей лиги: 1994